# Freejack - In fuga nel futuro
Freejack - In fuga nel futuro (Freejack) è un film di fantascienza del 1992, diretto da Geoff Murphy e liberamente ispirato al romanzo breve Anonima aldilà (Immortality, Inc., 1958) di Robert Sheckley.
Tra gli interpreti principali Mick Jagger, leader dei Rolling Stones, nel ruolo di un cacciatore di corpi. Questi - se appartenenti a persone sane e morte in giovane età - vengono "recuperati" dal passato e rivenduti a vecchi facoltosi per reincarnarsi e vivere una nuova giovinezza.

## Trama
Nel 1991 Alex Furlong, un giovane pilota automobilistico, si schianta con la sua monoposto nel corso di una gara cui assisteva la sua fidanzata Julie Redlund. Del suo corpo non viene però rinvenuta traccia perché, pochi secondi prima dell'impatto, è stato rapito da una squadra di uomini del futuro, che lo trasportano nel loro tempo, il 2009, in una New York squallida e dominata dal crimine, in cui quasi tutti gli abitanti sono alle prese con la miseria e le malattie provocate dall'inquinamento.
Alex fugge dai suoi rapitori, che lo volevano lobotomizzare, e dopo l'iniziale incredulità si rende conto di essere un "freejack", ossia un corpo catturato nel passato per fungere da nuovo "contenitore" per le menti di ricchi potenti che possono così assicurarsi l'immortalità. Inseguito da una banda di cacciatori di uomini, capitanata dallo spietato Victor Vacendak, Alex riesce a rintracciare Julie, divenuta nel frattempo una dirigente della potentissima multinazionale McCandless.
Con l'aiuto di Julie, scopre di essere stato scelto proprio da McCandless in persona che, deceduto ma ancora vivo con la mente salvata in un computer per prolungare la propria esistenza di pochi giorni, voleva possedere il corpo del giovane pilota nella speranza di essere così amato dalla donna. Dopo varie vicende, Alex riuscirà a salvarsi e a fuggire con Julie, grazie all'aiuto del tutto insperato di Victor.

## Produzione
Il ruolo di Julie Redlund avrebbe dovuto essere originariamente interpretato da Linda Fiorentino, ma a causa di impegni nello stesso periodo dovette rinunciarvi e fu sostituita da Rene Russo. Le riprese furono girate ad Atlanta, in Georgia.
Secondo testimonianze dell'epoca della produzione e interviste ad alcuni membri del cast, la versione originale del film ebbe un esisto disastroso nella visione di prova, così il produttore Ronald Shusett fu costretto a rigirare circa il 40% del film e aggiungere altre scene di personaggi e umoristiche. Emilio Estevez ha anche ricordato come il regista Geoff Murphy li fece, a suo giudizio, peggiorare concentrandosi troppo sull'azione nella sua versione originale del film. Al contrario Geoff Murphy sostiene che ci furono interferenze da parte di società di produzione Morgan Creek e chiese di essere rimosso dai titoli del film.

## Accoglienza e critica
La pellicola non ebbe successo, malgrado il notevole impegno della produzione. Alla sua uscita negli Stati Uniti, il film ricevette critiche prevalentemente negative.
Fantafilm scrive che "la storia è originale, e tiene malgrado qualche veniale incongruenza. Le ambientazioni sono ricche e curate ben sopra la media. Di tutto rispetto il cast."